# Hans Rosenberger (Kaufmann)

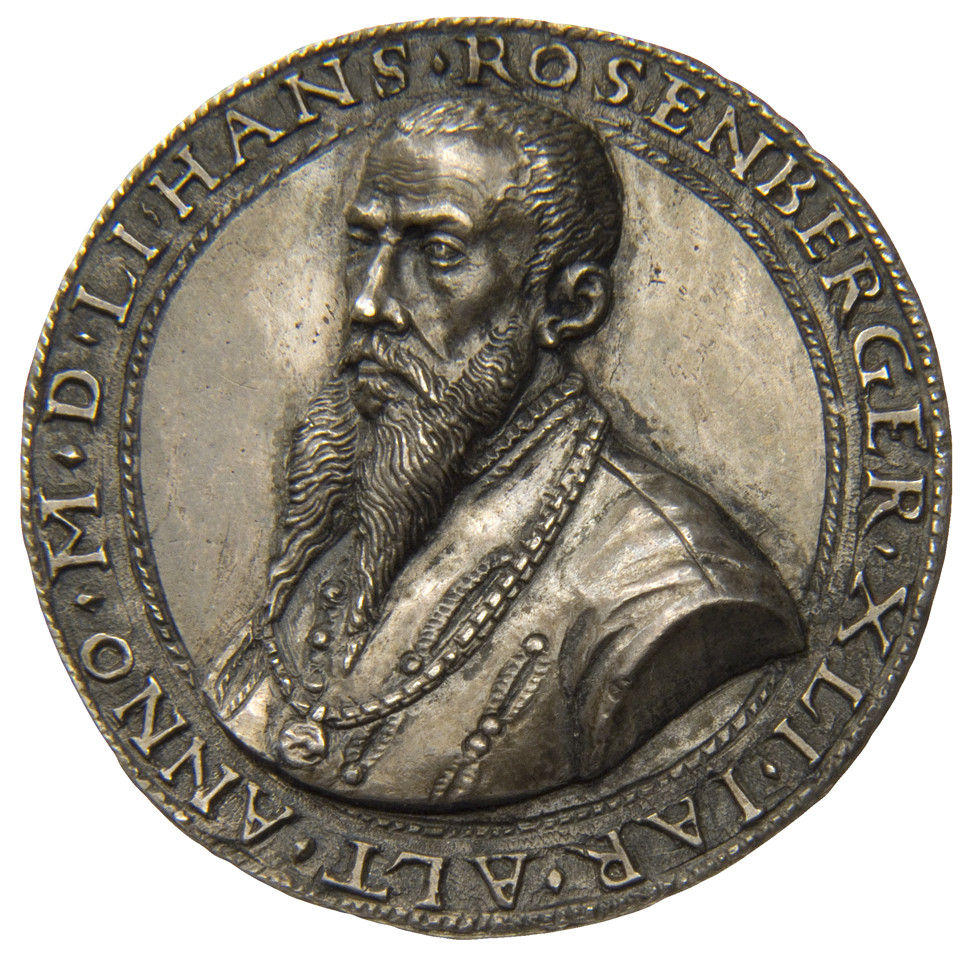
Medaille von Hans Rosenberger

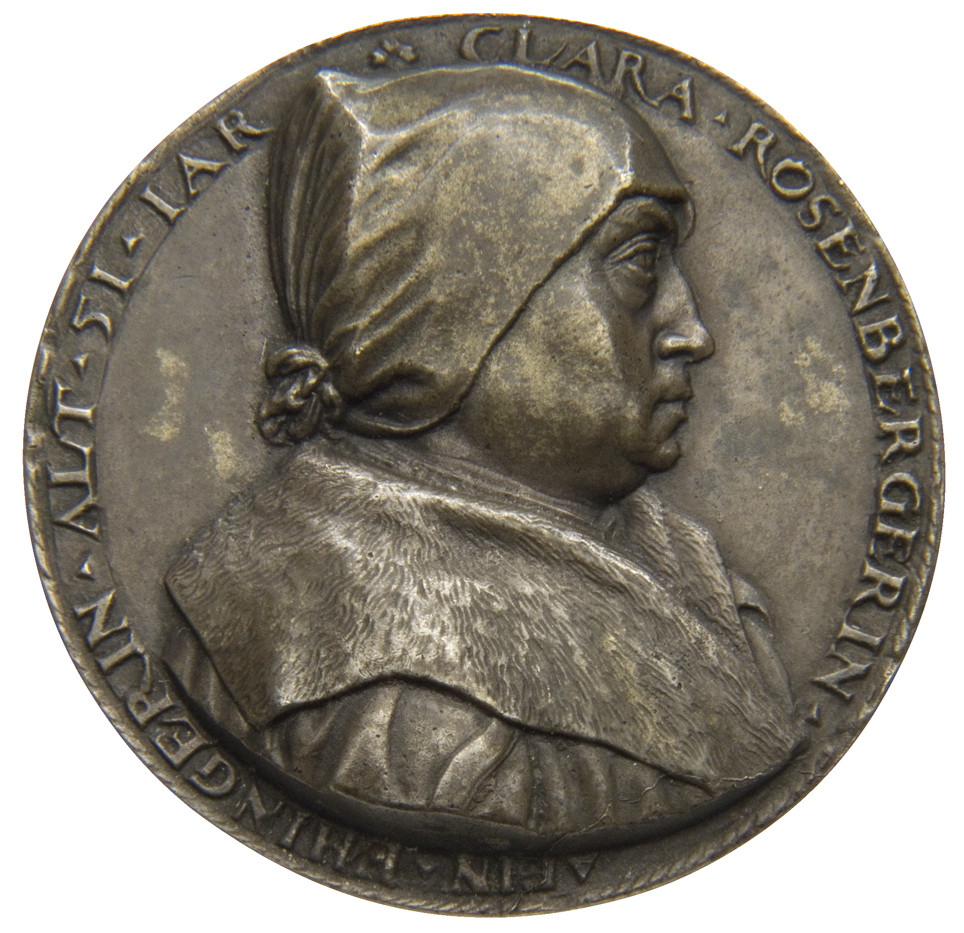
Die Mutter von Hans, Clara Rosenberger geb. Ehinger

Hans (II.) Rosenberger (* 10. Mai 1510 in Schwabach; † 29. November 1565 in Kitzbühel) war ein deutscher Kaufmann, Ratsherr und Zunftmeister. Rosenberger gelangte durch den Waren- und Geldhandel zu Reichtum. Nach seinem Bankrott stand er in einem engen Briefkontakt mit den französischen Astrologen Nostradamus.

## Leben

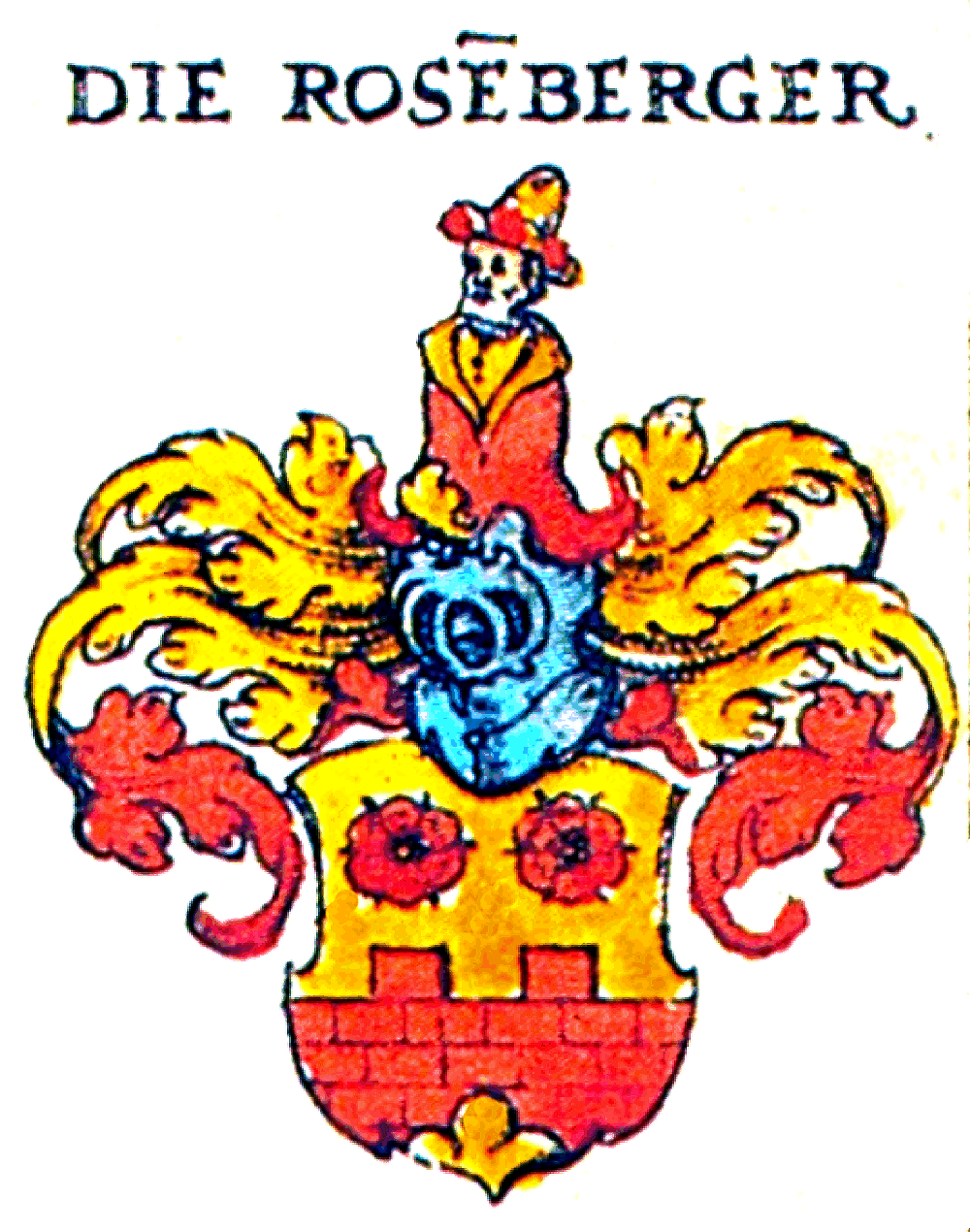
Wappen der Rosenberger in Siebmachers Wappenbuch

Er war der Sohn des Münzmeisters Marquard Rosenberger (1480–1536) und dessen Ehefrau Clara geb. Ehinger (1485–1544). Sein Großonkel war der Münzmeister Hans (I.) Rosenberger (1450–1510). Die Familie, später Rosenberger von Rosenegg, war in der Reformationszeit zum Luthertum übergetreten.
Hans Rosenberger zog 1533 mit seinen Brüdern Christoph und Marquard von Nürnberg nach Augsburg. Er gehörte dort der Kaufleutezunft an. 1531 heiratete er in Augsburg die Patrizierin Kunigunde Bimmel, Witwe von Hans Manlich, die ein beträchtliches Vermögen mit in die Ehe brachte. Zusammen mit seinen Brüdern gründete er in Augsburg eine Handelsgesellschaft, die ab 1537 bestand mit Faktoreien von Lissabon bis Moskau. Neben den Warenhandel verlieh er Geld an europäische Fürsten, darunter König Heinrich II. und Kaiser Ferdinand I. Am 30. September 1547 erhielt die Familie einen Adels- und Wappenbrief. 1548 ernannte man Hans Rosenberger zum Zunftmeister und wählte ihn in den kleinen Rat. Nach Silberfunden in Oberndorf bei Kitzbühel sicherte sich die Familie dort Schürfrechte zu. Die Rosenberger besaßen neben Tirol, auch Berg- und Hüttenwerke in Kärnten, Steiermark und im böhmischen Sankt Joachimsthal. In der Zeit des Schmalkaldischen Krieges erreichte das Unternehmen seinen wirtschaftlichen Höhepunkt. 1553 erbaute Hans Rosenberger in der Hofmark Pillersee in Fieberbrunn im Pillerseetal den Ansitz Altrosenegg. 1558 legten die Rosenberger am Rerobichl bei Kitzbühel einen eigenen Schacht, den sogenannten „Rosenbergerschacht“ an und erbauten am Pillersee unweit ihres Schlosses eine Schmelzhütte, welche im 17. bis 18. Jahrhundert in ein Eisenwerk umgewandelt wurde.
1559 wurde Hans Rosenberger und seinen Brüdern Christoph und Marquart das Prädikat „von und zu Rosenberg“ verliehen. Nach dem Tod des französischen Königs, der seine Schulden nicht zurückgezahlt hatte, musste Hans Rosenberger 1560 Konkurs anmelden. Darauf floh er vor seinen Gläubigern mit seiner Frau und seinen beiden Söhnen nach Tirol auf Schloss Rosenegg. Rosenberger stand im engen Briefkontakt mit dem französischen Astrologen Nostradamus, der bei ihm Rat suchte. Nostradamus prophezeite ihm ein langes Leben, Glück und Reichtum. Die Briefe befinden sich heute in der Französischen Nationalbibliothek. Hans Rosenberger ließ im Laufe seines Lebens mehrere Schaumedaillen mit seinem Brustbild prägen. Er starb 1565 in Kitzbühel.

## Familie
Hans Rosenberger heiratete am 3. Oktober 1531 in Augsburg Kunigunde Manlich, geb. Bimmel. Aus der Ehe gingen zwei Söhne hervor.
1. Carl Rosenberger (* 24. April 1534 in Augsburg), heiratete Susanna Zott
2. Hans (III.) Rosenberger (* 2. April 1544), heiratete Felicitas Rauchenberger

Sein Urenkel war der kaiserliche Rat und Stadtpfleger von Augsburg Leonhard Weiss.